# Régiment de Vexin (1684-1749)
Pour les articles homonymes, voir Régiment de Vexin (homonymie).
Le régiment de Vexin est un régiment d’infanterie du royaume de France créé en 1684 et incorporé dans le régiment de Vermandois en 1749.

## Création et différentes dénominations
- 1er décembre 1684 : création du régiment de Vexin
- 10 mars 1749 : incorporé dans le régiment de Vermandois

## Colonels et mestres de camp
- 21 septembre 1684 : Pierre de Hautefort, comte de Montignac
- 18 janvier 1703 : Jacques Barbier du Metz d’Espinay, brigadier le 1er février 1719
- septembre 1722 : Louis de Rougé, marquis de Plessis-Bellière
- 9 juillet 1732 : Jean Charles de Mesgrigny, comte d’Aunay, brigadier le 20 février 1734, maréchal de camp le 1er mars 1738, lieutenant général des armées du roi le 2 mai 1744
- 16 avril 1738 : Jean François Maxime de Chastenay, marquis de Puységur, né le 22 septembre 1716, déclaré brigadier le 1er juin 1745 par brevet expédié le 1er mai, déclaré maréchal de camp en décembre 1748 par brevet du 10 mai, lieutenant général des armées du roi le 17 décembre 1759
- 1er février 1749 : Louis Pierre de Chastenet, marquis de Puységur

## Historique des garnisons, combats et batailles
- 21 septembre 1684 : création du régiment
- 1689 : Alpes
- 18 août 1690 : Staffarde
- 1692 : Flandre, siège de Namur
- 1693 - 1696 : Alpes
- 1697 : Flandre, siège d'Ath[1].
- 1701 : Flandre ; au début de la guerre de succession d'Espagne dans les Pays-Bas espagnols, un bataillon du régiment de Vexin est envoyé par le maréchal de Boufflers pour défendre la place de Louvain[2].
- 1703 : bataille d'Ekeren
- 1704 : Alpes
- 1705 : prise de Chivasso, bataille de Cassano (16 août)
- 1706 : siège de Turin, bataille de Castiglione
- 1707 : défense de Toulon
- 1708 : Dauphiné
- 1709 : Flandre, bataille de Malplaquet (11 septembre)
- 1711 : combat d'Arleux
- 1712 : bataille de Denain, reprise de Douai, reprise du Quesnoy, reprise de Bouchain
- 1727 : camp de la Saône
- 1734 : Italie, bataille de Guastalla (19 septembre)
- 1735 : Reggiolo, Revere
- 1742 : Flandre
- 1743 : Bas-Rhin, bataille de Dettingen (27 juin)
- 1744 : Flandre
- 1745 : Rhin
- 1746 : Meuse, prise de Namur (30 septembre), bataille de Raucoux (11 octobre)
- 1747 : bataille de Lawfeld (2 juillet)
- 1748 : prise de Maastricht (7 mai)[1].

## Drapeaux
3 drapeaux, dont un blanc colonel, et 2 d’ordonnance « noirs & jaunes en pointe dans chaque quarré, & croix blanches ».

Drapeau d’ordonnance
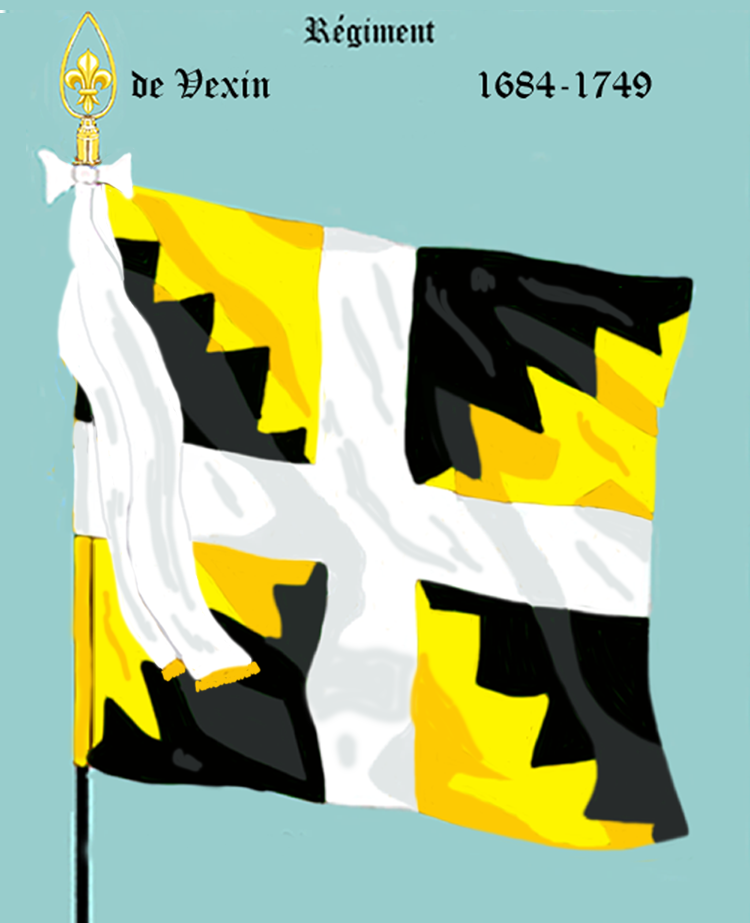
régiment de Vexin de 1684 à 1749

## Habillement
Parements bleus ; boutons et galon dorés. 

Uniformes du régiment de Vexin
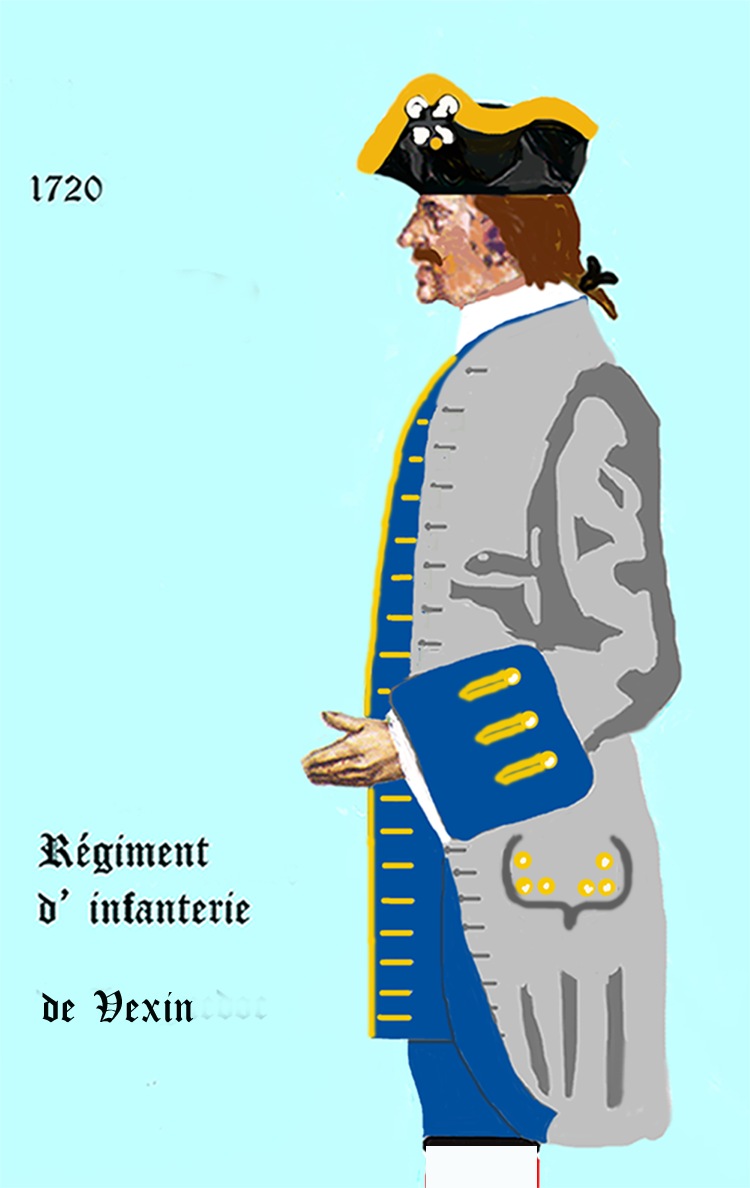
de 1720 à 1734
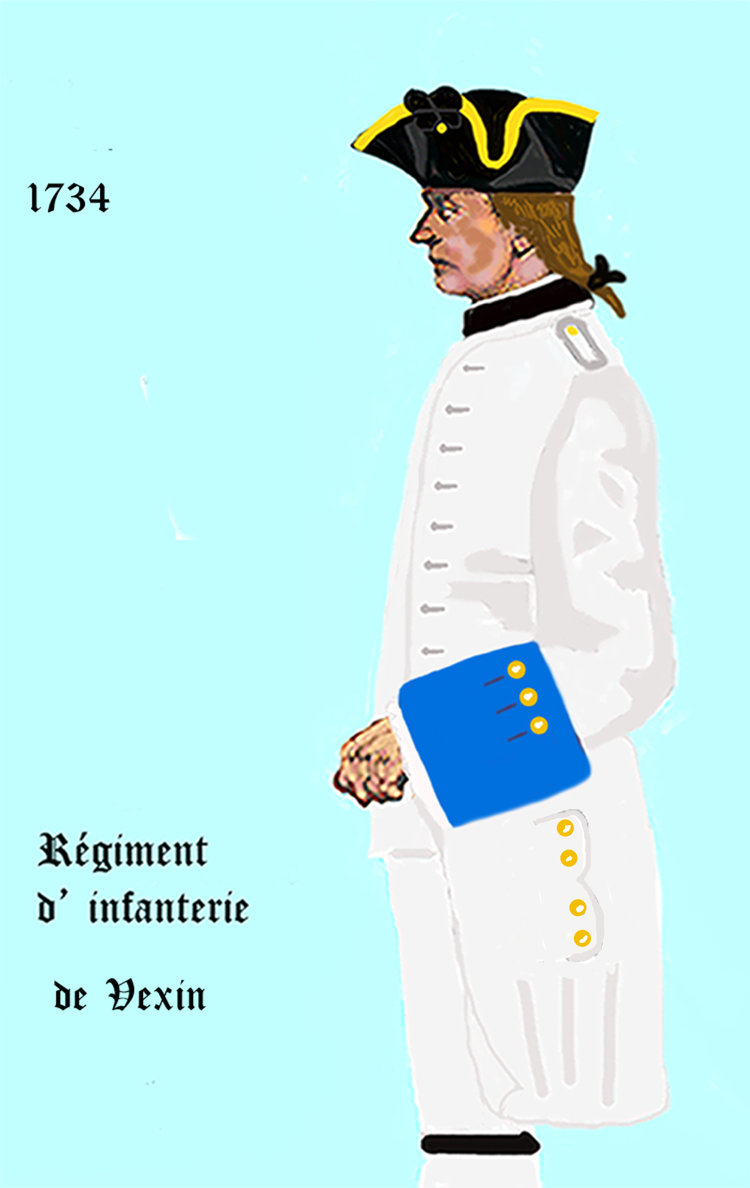
de 1734 à 1749

### Sources et bibliographie
- Cinquième abrégé de la carte du militaire de France, sur terre et sur mer - Depuis novembre 1737, jusqu’en décembre 1738, Pierre Lemau de La Jaisse, Paris 1739
- Chronique historique-militaire, Pinard, tome 5, Paris 1762
- Lieutenant général de Vault, Mémoires militaires relatifs à la guerre d'Espagne sous Louis XIV, vol. 1, Imprimerie Royale (Paris), 1835, 910 p. (lire en ligne).
- Louis Susane, Histoire de l'ancienne infanterie française, t. 8, Paris, 1853 (lire en ligne), p. 236-237.